# Nataša Rybanská
Nataša Rybanská oder vereinfacht Natasa Rybanska (* 10. April 2000 in Piešťany, Slowakei) ist eine slowakisch-ungarische Wasserballspielerin. Für Ungarn nahm sie als Teil der ungarische Nationalmannschaft 2021 an den Olympischen Sommerspielen teil und konnte die Bronzemedaille gewinnen.

## Karriere

### Vereinskarriere
Nataša Rybanská begann in ihrer Heimatstadt beim KVP Kúpele Piešťany mit dem Wasserballspielen und erlernte die Position der Innenverteidigerin. Sie durchlief bei dem Verein aus Piešťany die Jugendabteilungen und konnte in der Saison 2015/16 mit dem Verein den ersten Meistertitel seiner Geschichte feiern. Nach dem Meistertitel verließ sie ihre Heimatstadt und ging nach Ungarn, wo sie für die Jugendmannschaften von Szentesi VK spielen sollte. Doch bereits nach kurzer Zeit wurde sie in die erste Mannschaft des Vereins hochgezogen, sodass sie bereits in der Saison 2016/17 in der „OB1“ genannten höchsten ungarischen Liga im Frauen-Wasserball eingesetzt wurde. Nach zwei Spielzeiten in Szentes wechselte sie zur Saison 2018/19 zum amtierenden ungarischen Meister UVSE aus Budapest. Mit ihrer Mannschaft konnte sie seither dreimal den ungarischen Meistertitel gewinnen.

### Nationalmannschaftskarriere
Nataša Rybanská machte ihre ersten internationalen Erfahrungen mit der slowakischen Juniorennationalmannschaft. Mit dieser nahm sie an den Europaspielen 2015 im aserbaidschanischen Baku teil und belegte im Wasserball den achten Platz. Bereits kurz nach ihrem Vereinswechsel nach Ungarn erhielt sie 2017 die Anfrage, ob sie für die ungarische Nationalmannschaft spielen wollte. Sie nahm das Angebot an, da sie ihren Traum von Olympia mit der ungarischen Nationalmannschaft eher erfüllen kann, als mit der slowakischen. Nachdem sie noch im selben Jahr eingebürgert wurde, debütierte sie 2018 im Alter von 17 Jahren in der ungarischen Nationalmannschaft. Nachdem sie 2019 mit Ungarn bei den Wasserball-Weltmeisterschaften in Südkorea, wo sie bei den historischen 64:0-Sieg gegen den Gastgeber in der Gruppenphase acht Tore erzielte, den vierten Platz belegten, gewann sie mit ihrer Mannschaft bei der Heim-Europameisterschaft 2020 die Bronzemedaille.
Nachdem sich die ungarische Nationalmannschaft über ein Qualifikationsturnier im italienischen Triest für die ins Jahr 2021 verschobenen Olympischen Sommerspiele 2020 qualifizierte, wurde Nataša Rybanská vom Magyar Olimpiai Bizottság für die Olympischen Spiele in Tokio nominiert. Sie konnte dort mit der ungarischen Mannschaft das Halbfinale erreichen und sicherten sich nach der Halbfinalniederlage gegen Spanien im Spiel um Platz 3 gegen die unter neutralen Flagge antretenden russischen Nationalmannschaft die Bronzemedaille. Im darauffolgenden Jahr konnte sie mit ihrer Mannschaft bei den Heim-Weltmeisterschaften 2022 das Finale erreichen. Dort unterlag man den Vereinigten Staaten knapp mit 7:9 und musste sich mit den Vizeweltmeistertitel begnügen. Im Jahr darauf bei der Weltmeisterschaft 2023 in Fukuoka trafen die beiden Mannschaft aus dem Finale 2022 im Spiel um den fünften Platz aufeinander. Das US-Team gewann im Penaltyschießen. Im Januar 2024 belegten die Ungarinnen den fünften Platz bei der Europameisterschaft in Eindhoven. Im Februar 2024 bei der Weltmeisterschaft in Doha trafen das US-Team und die Ungarinnen zum dritten Mal in drei Jahren aufeinander, diesmal wieder im Finale, und erneut siegte das US-Team. Am 6. August 2024 verloren die Ungarinnen im Viertelfinale der Olympischen Spiele in Paris mit 4:5 gegen das US-Team. In den Platzierungsspielen wurden die Ungarinnen Fünfte nach Penaltyschießen gegen die Italienerinnen.
2025 bei der Weltmeisterschaft in Singapur besiegten die Ungarinnen im Viertelfinale die Italienerinnen mit 12:9. Im Halbfinale bezwangen sie die Spanierinnen mit 15:9. Das Finale gegen die Griechinnen endete mit 9:12. Im Finale erzielte Rybanská einen Treffer.